# Lech Twardowski
Lech Marek Twardowski (ur. 1952 w Brodnicy) – polski malarz.
Studiował w Państwowej Wyższej Szkole Sztuk Pięknych we Wrocławiu, w pracowni malarstwa prof. Zbigniewa Karpińskiego. W 1983 wyjechał do Paryża; w 1995 powrócił do Wrocławia. Uprawia malarstwo, instalacje i performance. W swojej twórczości wykorzystuje różne techniki i media. Jego obrazy i obiekty znajdują się w zbiorach Musée National d'Art Moderne w Paryżu, Muzeum Narodowego w Warszawie, Muzeum Narodowego we Wrocławiu, w kolekcji Dolnośląskiego Towarzystwa Zachęty Sztuk Pięknych oraz w zbiorach prywatnych w Polsce i za granicą.
W 2023 został odznaczony Srebrnym Krzyżem Zasługi.